# Малочасовенское
Малочасовенское — деревня в Пашском сельском поселении Волховского района Ленинградской области.

## История
Деревня Чесовинская упоминается на карте Санкт-Петербургской губернии Ф. Ф. Шуберта 1834 года.

МАЛАЯ ЧАСОВЕНСКАЯ — деревня принадлежит генерал-лейтенанту Козеву, поручику Апрелеву, титулярной советнице Долговосабуровой и девицам Апрелевым, число жителей по ревизии: 14 м. п., 10 ж. п. (1838 год)

На карте Ф. Ф. Шуберта 1844 года деревни по правому берегу реки Кондежка обозначены как Волость Кондежская.

МАЛАЯ ЧАСОВОНСКАЯ — деревня господ Апрелевых и генерал-лейтенанта Корсакова, по просёлочной дороге, число дворов — 8, число душ — 10 м. п. (1856 год)

МАЛАЯ ЧАСОВЕНСКА — деревня владельческая при реке Кондюшке, число дворов — 8, число жителей: 17 м. п., 22 ж. п. (1862 год)

Согласно материалам по статистике народного хозяйства Новоладожского уезда 1891 года одно из имений при селении Малая Часовенская принадлежало мещанину В. Ефимову, имение было приобретено до 1868 года, второе имение площадью 625 десятин принадлежало дочери действительного статского советника А. Ф. Макеровской, имение было приобретено в 1881 году за 4601 рубль, третье имение площадью 464 десятины принадлежало мещанину И. П. Наперсткову,  имение было приобретено в 1886 году за 300 рублей.
Согласно епархиальным сведениям 1899 года деревня относилась к приходу Крестовоздвиженской церкви Шижнемского погоста в селе Часовенское.
В конце XIX — начале XX века деревня административно относилась к Николаевщинской волости 3-го стана Новоладожского уезда Санкт-Петербургской губернии.
По данным «Памятной книжки Санкт-Петербургской губернии» за 1905 год деревня называлась Малое-Часовенское и входила в состав Кондежского сельского общества.
Согласно военно-топографической карте Петроградской и Новгородской губерний издания 1912 года деревня называлась Часовинская.
С 1917 по 1923 год деревня Малое Часовенское входила в состав Кондежского сельсовета Николаевщинской волости Новоладожского уезда.
С 1923 года в составе Пашской волости Волховского уезда.
С 1927 года в составе Пашского района.
По данным 1933 года деревня называлась Малая Часовенская и входила в состав Кондежского сельсовета Пашского района Ленинградской области.

Деревня Малочасовенское на карте 1940 года

С 1955 года в составе Новоладожского района.
В 1958 году население деревни Малое Часовенское составляло 53 человека.
С 1963 года в составе Волховского района.
По данным 1966 и 1973 годов деревня Малочасовенское также входила в состав Кондежского сельсовета Волховского района.
По данным 1990 года деревня Малочасовенское входила в состав Часовенского сельсовета.
В 1997 году в деревне Малочасовенское Часовенской волости проживали 6 человек, в 2002 году — 7 человек (русские — 86 %).
В 2007 году в деревне Малочасовенское Пашского СП — 5, в 2010 году — 9 человек.

## География
Деревня расположена в северо-восточной части района на автодороге Сорзуй — Новина.
Расстояние до административного центра поселения — 42 км.
Расстояние до ближайшей железнодорожной станции Паша — 44 км.
Деревня находится на правом берегу реки Кондеги в месте впадения в неё ручья Мягруй.

## Демография
| 1862 | 2002 | 2007 | 2010 | 2012 | 2017 |
| ---- | ---- | ---- | ---- | ---- | ---- |
| 39   | ↘7   | ↘5   | ↗9   | ↘6   | ↗8   |

### Национальный состав
Согласно данным Всероссийской переписи населения 2021 года в деревне проживали 10 человек, все русские.